# 軌道平面

基準平面から見た軌道平面

軌道平面は円錐曲線に関連づけて見ることができる。このとき、軌道の経路は平面と円錐の交線として定義される。放物線 (1) および 双曲線 (3) 軌道は脱出軌道であり、楕円と円軌道 (2) は拘束軌道である。

軌道平面（きどうへいめん、英: Orbital plane）とは、惑星などの軌道が描く演繹的な平面のこと。軌道平面を決定するには空間内の3つの非共線点で十分である。3点の一般的な例は、巨大質量天体と軌道の中で2つの異なる時間/点での軌道天体の中心の位置である。
軌道平面は傾斜角(i)と昇交点黄経(Ω)の2つのパラメータにより基準面と関係づけられて定義される。
定義上、太陽系の基準面は普通地球の軌道面であると考えられており、これは黄道、太陽が1年でたどると考えられる天球上の円経路を定義する。
他の場合、例えば他の惑星を周回する衛星や人工衛星では、月の軌道の傾斜を軌道平面と惑星の赤道面との間の角度として定義すると便利である。

## 地球の周りの人工衛星
打ち上げロケットや人工衛星の場合、軌道平面は軌道の定義パラメーターである。一般的には物体の軌道平面を変えるには非常に大量のプロペラントが必要である。軌道周期、軌道離心率、軌道の位相などの他のパラメーターは、推進系により簡単に変えられる。
衛星の軌道平面は、地球の重力の非球状の性質により乱される。これにより、衛星の軌道面は地球の赤道との角度により地球の周りをゆっくりと回転する。臨界角にある平面の場合、このことは平面が地球の周りの太陽を追跡し、太陽同期軌道を形成する。
打ち上げロケットの打上げウィンドウは通常、ターゲットの軌道面が打ち上げ場所と交差する時間により決まる。